# Гарбуз
Гарбу́з (Cucurbita), рідко кабак — родова назва рослин з родини гарбузових. Однорічна трав'яниста рослина з повзучим стеблом, п'ятилопатевими листками та великими жовтими квітками. Вирощують її на городах і баштанах.
В умовах України вирощують три види гарбуза — звичайний, великоплідний (або волоський) та мускатний.

## Етимологія
Слово «гарбуз» запозичене з тюркських мов. У тюркську потрапило з перської, у якій буквально означало «віслючий огірок».
Латинська назва cucurbita походить від лат. cucumis «огірок» і orbitus «круглий», тобто «круглий огірок» (гарбуз та огірок належать до однієї родини).
Інший варіант, «кабак», також походить з тюркських мов; від нього походить назва «кабачок».

## Історія

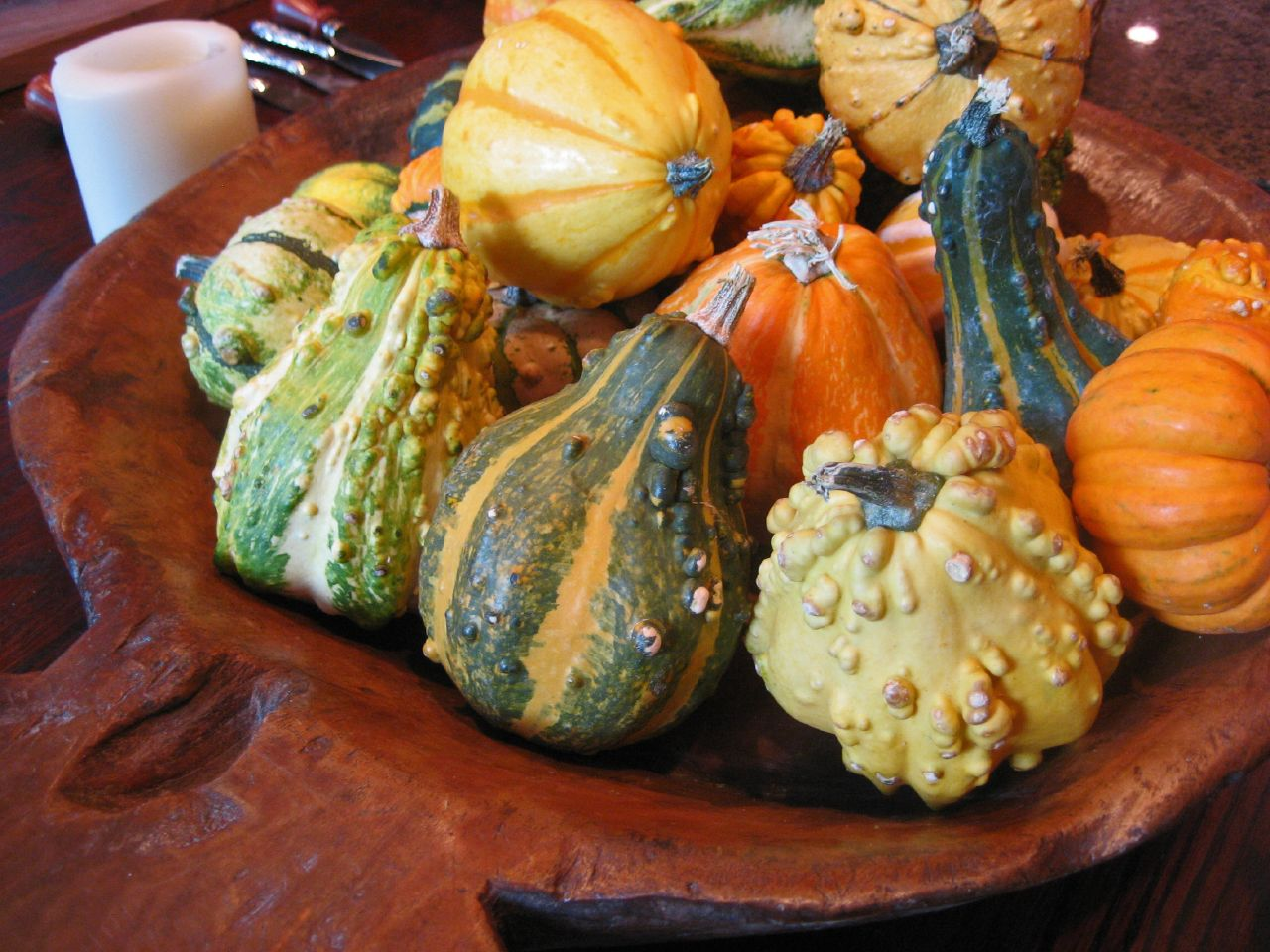

Гарбузові відомі досить давно. Мають важливе значення для тих, хто займається городиною, хоча й поступаються значенням хлібним культурам. Перевагою гарбузових є невибагливість до обробки ґрунтів, що не потребують орання.
Гарбузи поділяють на дві великі групи:
- їстівні;
- кормові.

## Вирощування

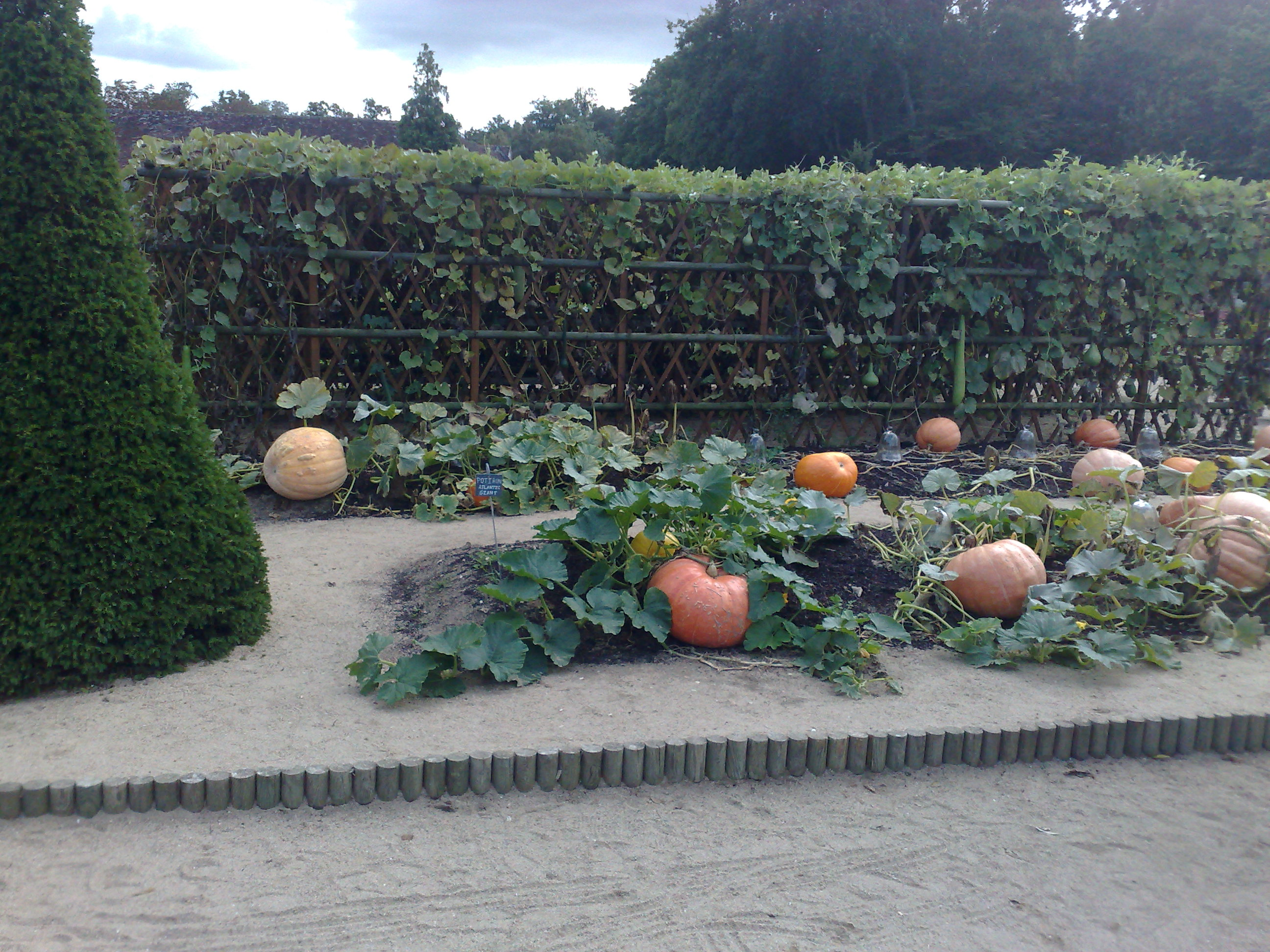

Висівати насіння у ґрунт слід після його зігрівання на сонці та досягнення температури у 12 — 14 градусів. Насіння замочують у теплій воді та витримують декілька годин перед садінням. На відміну від насіння редису, насіння гарбуза не тоне. У ямку з насінням також закладають гній або шкаралупу курячих яєць.
Перед сівбою бажано прогріти насіння до температури 50-60 градусів як профілактика від вірусних захворювань. Прогрівання роблять за 25-30 днів до замочування та сівби.

## Квіти й запилення
Квіти гарбузів — роздільностатеві, великих розмірів, жовті. Запилення — вітром та комахами. Сорти гарбузів добре запилюються перехресно. Якщо є мета отримати чисте сортове насіння, жіночі квітки запилюють штучно та закривають паперовими мішечками. Штучне запилення квіток також використовують для підвищення врожаю. Слабкі та неплодючі стебла вирізають.

## Класифікація
- C. argyrosperma (синонім C. mixta)
- C. kellyana
- C. palmeri
- C. sororia
- C. digitata
- C. californica
- C. cordata
- C. cylindrata
- C. palmata
- C. ecuadorensis
- C. ficifolia
- C. foetidissima
- C. scabridifolia
- C. galeottii
- C. lundelliana
- C. maxima
- C. andreana
- C. moschata
- C. okeechobeensis
- C. martinezii
- C. pedatifolia
- C. moorei
- C. pepo
- C. fraterna
- C. texana
- C. radicans
- C. gracilior

## Світове виробництво
| Виробництво гарбузів (2021)                                | Виробництво гарбузів (2021) |
| Країна                                                     | Виробництво (мільйони тон)  |
| ---------------------------------------------------------- | --------------------------- |
| КНР                                                        | 7.4                         |
| Україна                                                    | 1.3                         |
| росія                                                      | 1.2                         |
| США                                                        | 1.1                         |
| Туреччина                                                  | 0.8                         |
| Мексика                                                    | 0.7                         |
| Італія                                                     | 0.6                         |
| Індонезія                                                  | 0.5                         |
| Єгипет                                                     | 0.4                         |
| Світ                                                       | 23.4                        |
| включно з кабачками Джерело: FAOSTAT of the United Nations |                             |

У 2021 році світове виробництво гарбузів (включно з кабачками) становило 23,4 млн тонн, лідирував Китай із 32 % від загального обсягу (таблиця). Україна, Росія та США були вторинними виробниками.

## Гарбуз у традиційній культурі

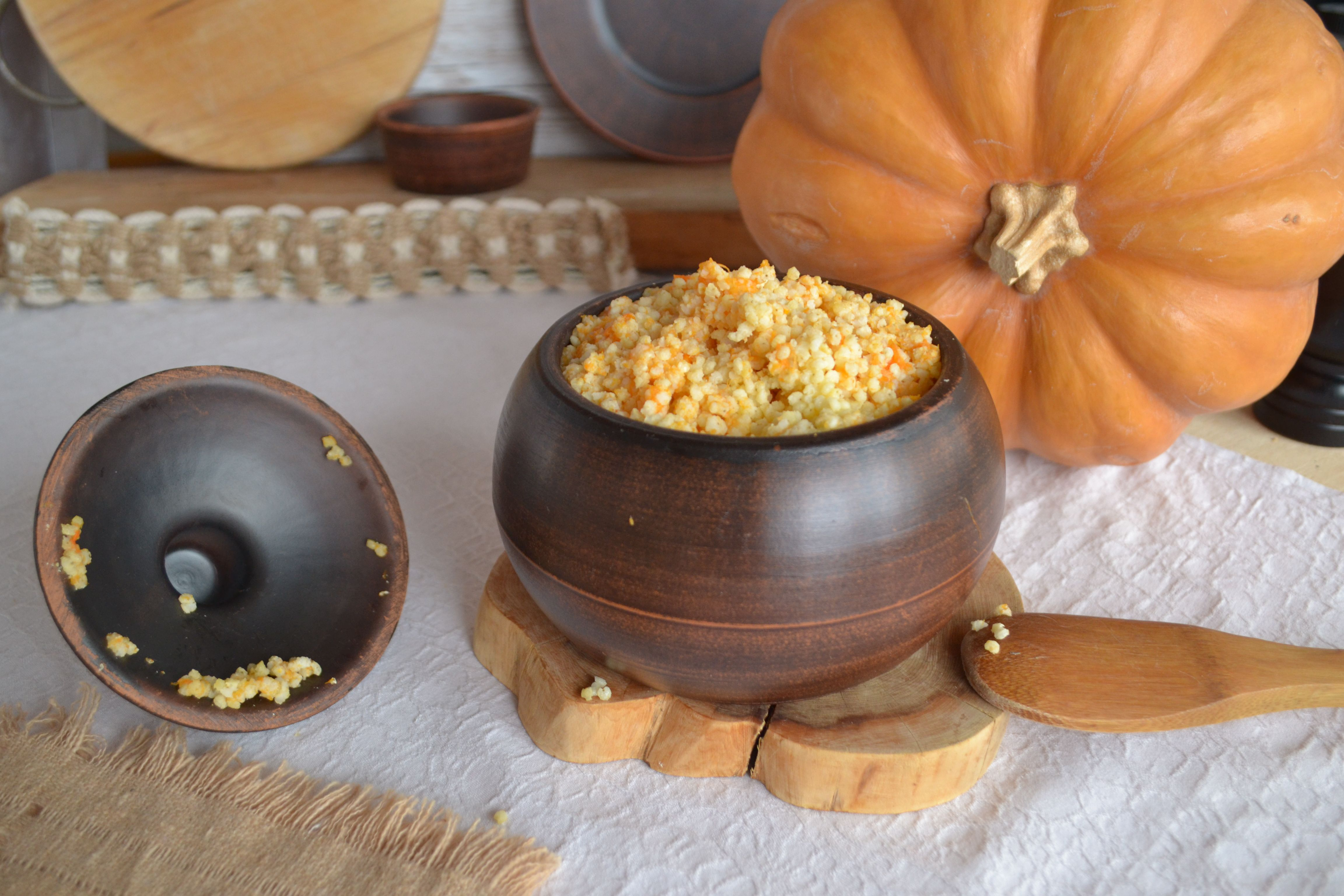
Гарбузова каша

В Україні є народним символом відмови у весільному обряді сватання.
Під час традиційного українського сватання вручений дівчиною старостам гарбуз означав її відмову. Звідси також вирази «піднести (втелюшити) гарбуза», «дістати (з'їсти) печеного гарбуза».
Широкої популярності в Україні набув вірш Олени Пчілки «Ходить гарбуз по городу», за яким у 1997 році було створено однойменний український дитячий дитячий ляльковий мультфільм.
Символіку і значення гарбуза в своїй творчості підіймали Григорій Квітка-Основ'яненко («Сватання на Гончарівці»), Панас Мирний («Голодна воля»), Олександр Довженко («Зачарована Десна»), Олександр Кониський («Суддя Гарбуз»), Борис Антоненко-Давидович («Гарбуз і Цмоктій») та багато інших українських письменників.